# Уругвай на літніх Олімпійських іграх 1964
Уругвай брав участь у Літніх Олімпійських іграх 1964 року у Токіо (Японія) удев'яте за свою історію, і завоювала одну бронзову медаль.

## Бронза
Бокс, чоловіки, найлегша вага — Вашингтон Родрігес.